# Handball-Verbandsliga Bayern 1979/80
Die Handball-Verbandsliga Bayern 1979/80 war die vierte Saison der in Nord und Süd eingeteilten bayerischen Verbandsliga, die vom „Bayerischen Handballverbandes“ (BHV) organisiert wurde. Die Liga stellt den Unterbau zur Handball-Bayernliga dar und war im damaligen deutschen Handball-Ligasystem viertklassig.

## Saisonverlauf

Bereich des „Bayer. Handballverbandes“ (BHV)

Die Meisterschaft Gruppe Nord gewann der VfL Wunsiedel und Meister der Gruppe Süd wurde der ASV
 1863 Cham, die damit auch das Aufstiegsrecht zur drittklassigen Bayernliga erhielten. Die Absteiger der Nordgruppe
 waren der HG Hof, TSV 1846  Nürnberg und Regensburger TS, TSV Schongau aus der Südgruppe.

### Modus
Es wurde eine Hin- und Rückrunde gespielt. Platz eins jeder Gruppe war Staffelsieger und aufstiegsberechtigt für
  die Bayernligasaison 1980/81. Die Plätze neun und zehn belegten je die Absteiger.

## Teilnehmer
Zu den vierzehn startberechtigten Mannschaften aus der Vorsaison kamen noch der TSV 1846 Nürnberg, die Regensburger TS als Bayernligaabsteiger und der BSV 1898 Bayreuth, TSV 04 Schwabach, TSV Gersthofen, ASV Cham als Aufsteiger aus den Bezirken hinzu.

### Saisonabschlusstabelle 1979/80

#### Gruppe Nord
|     | Mannschaft             | Spiele | Punkte |
| --- | ---------------------- | ------ | ------ |
| 1.  | VfL Wunsiedel (A)      | 18     | 27:9   |
| 2.  | ASV Pegnitz            | 18     | 26:10  |
| 3.  | BSV 1898 Bayreuth (N)  | 18     | 22:15  |
| 4.  | TV Roßtal              | 18     | 21:14  |
| 5.  | TG 1861 Heidingsfeld   | 18     | 17:19  |
| 6.  | TV 1861 Erlangen-Bruck | 18     | 16:20  |
| 7.  | TSV 04 Schwabach (N)   | 18     | 16:20  |
| 8.  | DJK Würzburg           | 18     | 15:21  |
| 9.  | HG Hof                 | 18     | 14:22  |
| 10. | TSV 1846 Nürnberg      | 18     | 6:30   |

(A) = Bayernliga Absteiger (N) = Neu in der Liga (Aufsteiger)

 Meister und für die Handball-Bayernliga 1980/81 qualifiziert
  „Für die Verbandsliga 1980/81 qualifiziert“ 
  „Absteiger“

#### Gruppe Süd
|     | Mannschaft            | Spiele | Punkte |
| --- | --------------------- | ------ | ------ |
| 1.  | ASV 1863 Cham (N)     | 18     | 24:12  |
| 2.  | FC Bayern München     | 18     | 23:13  |
| 3.  | SG TSV/DJK Gräfelfing | 18     | 23:13  |
| 4.  | TSV Allach 09         | 18     | 18:18  |
| 5.  | 1. FC Schwarzenfeld   | 18     | 18:18  |
| 6.  | TSV Gersthofen (N)    | 18     | 18:18  |
| 7.  | VfL Leipheim 1898     | 18     | 17:19  |
| 8.  | ETSV 09 Landshut      | 18     | 16:20  |
| 9.  | Regensburger TS (A)   | 18     | 15:21  |
| 10. | TSV Schongau 1863     | 18     | 8:28   |

(A) = Bayernliga Absteiger (N) = Neu in der Liga (Aufsteiger)

 Meister und für die Handball-Bayernliga 1980/81 qualifiziert
  „Für die Verbandsliga 1980/81 qualifiziert“ 
  „Absteiger“